# Pajarejos
Pajarejos es un municipio de España, en la provincia de Segovia, comunidad autónoma de Castilla y León.

## Historia
Es de fundación o repoblación medieval en tiempos de la Reconquista, y pertenece desde entonces a la Comunidad de Villa y Tierra de Sepúlveda, en su ochavo de Bercimuel. Sepúlveda y su tierra pertenecieron siempre al realengo, sin solución de continuidad.

## Geografía

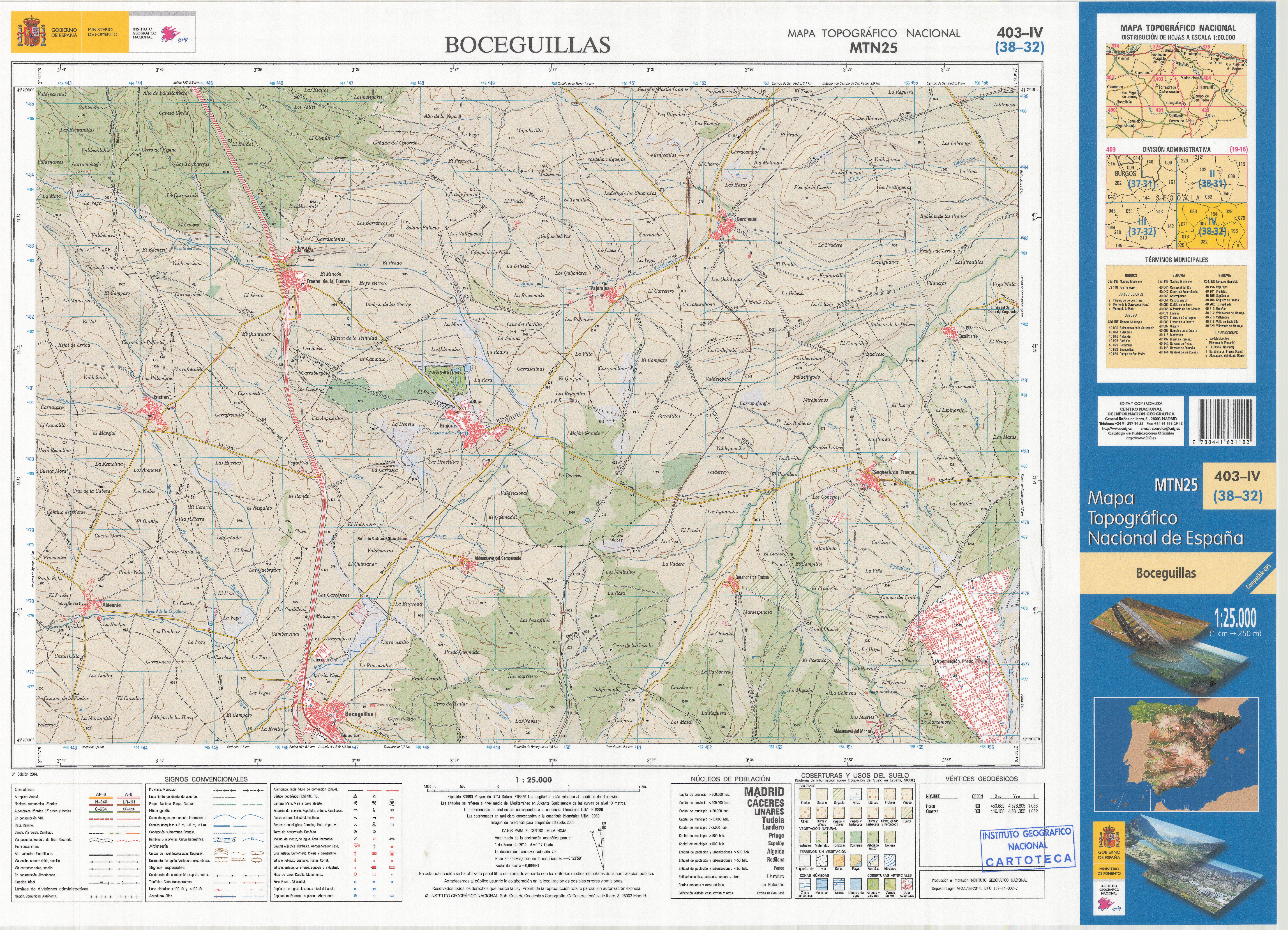
Fragmento de la hoja 403 del Mapa Topográfico Nacional de España de 2014 en el que se representa Pajarejos

| Noroeste: Cedillo de la Torre | Norte: Cedillo de la Torre | Noreste: Bercimuel         |
| Oeste: Fresno de la Fuente    |                            | Este: Bercimuel            |
| Suroeste: Grajera             | Sur: Grajera               | Sureste: Sequera de Fresno |

## Demografía
Cuenta con una población de 24 habitantes (INE 2024).
| Gráfica de evolución demográfica de Pajarejos entre 1842 y 2021                                                       |
| |
| Población de derecho según los censos de población del INE. Población de hecho según los censos de población del INE. |

## Administración y política
| Periodo   | Nombre                                                          | Partido | Partido   |
| --------- | --------------------------------------------------------------- | ------- | --------- |
| 1979-1983 | Aniano López Martín                                             |         | UCD       |
| 1983-1987 | Aniano López Martín                                             |         | AP-PDP-UL |
| 1987-1991 | Aniano López Martín                                             |         | PDP       |
| 1991-1995 | Antonio López Jimeno                                            |         | PSOE      |
| 1995-1999 | Antonio López Jimeno                                            |         | PSOE      |
| 1999-2003 | Antonio López Jimeno                                            |         | PSOE      |
| 2003-2007 | Antonio López Jimeno                                            |         | PP        |
| 2007-2011 | Antonio López Jimeno                                            |         | PP        |
| 2011-2015 | Antonio López Jimeno                                            |         | PP        |

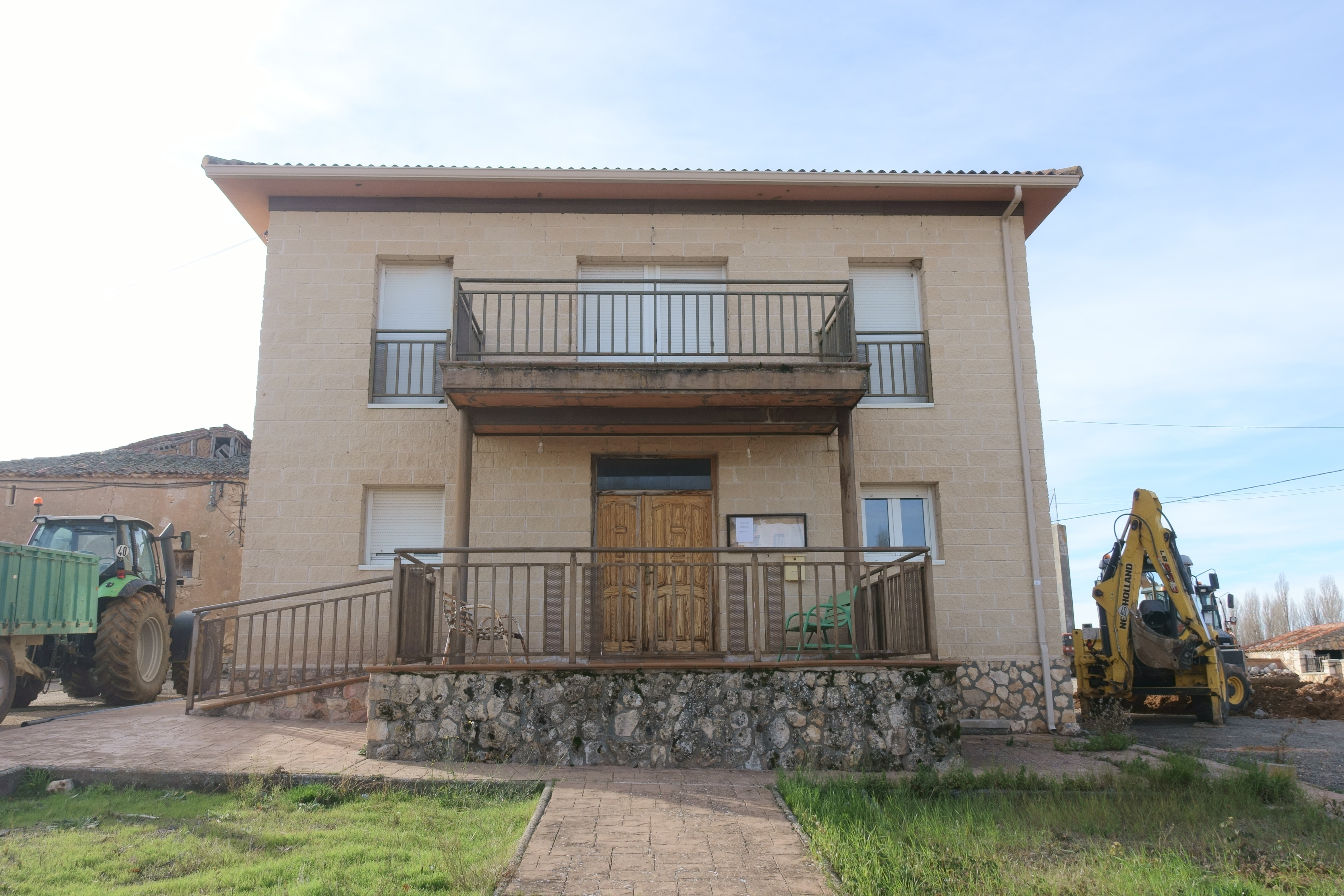
Casa consistorial

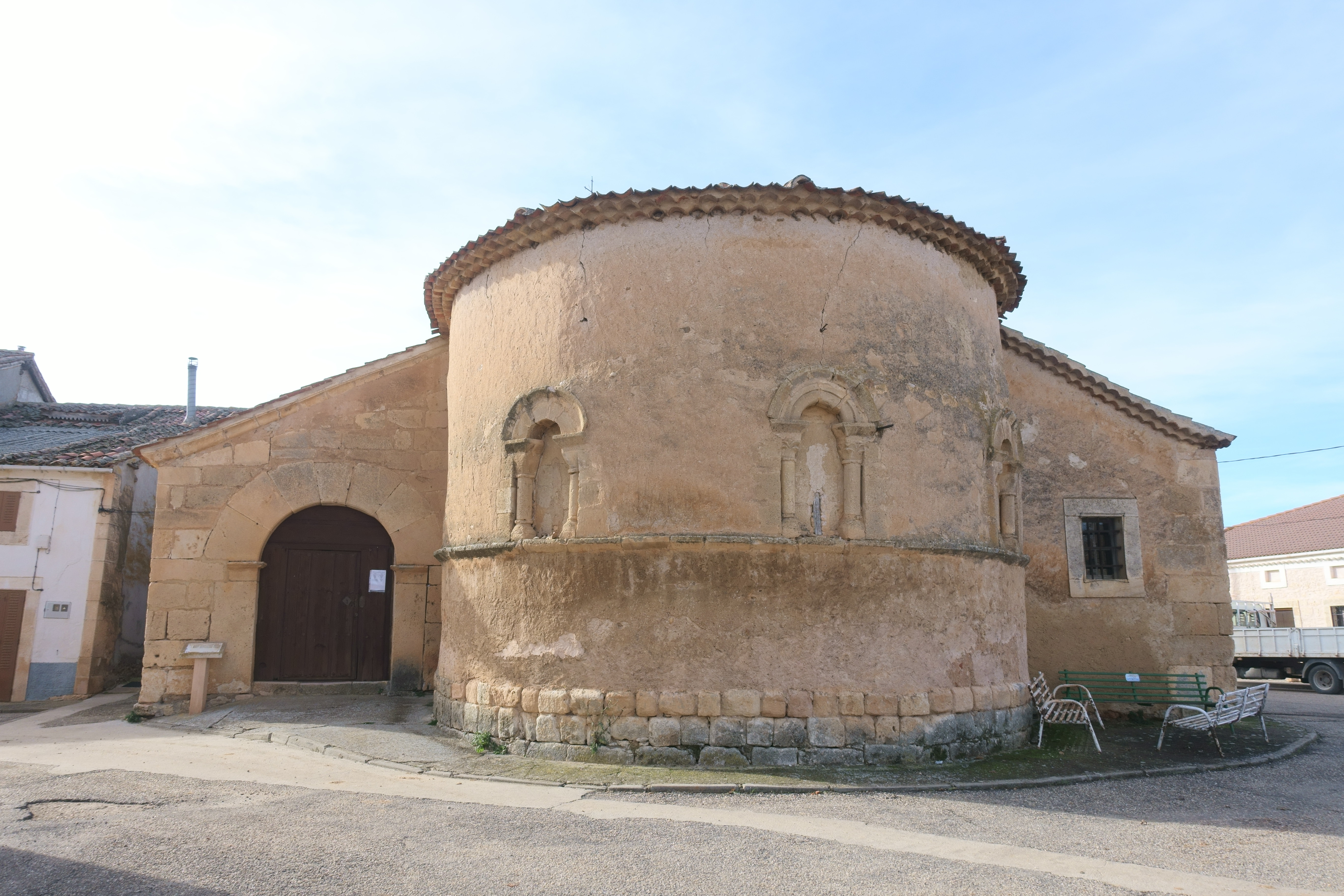
Cabecera de la iglesia de Santo Domingo de Guzmán

| 2015-2019 | Antonio López Jimeno (2015-2017)David Barbolla Mate (2017-2019) |         | PP        |
| 2019-2023 | David Barbolla Mate                                             |         | PP        |
| 2023-act. | David Barbolla Mate                                             |         | PP        |